# Mikhaïl Nazvanov
Pour les articles homonymes, voir Nazvanov et Mikhaïl Nazvanov.
Mikhaïl Mikhaïlovitch Nazvanov (en russe : Михаил Михайлович Названов), né le 12 février 1914 à Moscou et mort le 13 juillet 1964 à Moscou, est un acteur de théâtre et de cinéma soviétique.

## Biographie
Né à Moscou, Mikhaïl Nazvanov est le fils du grand technicien Mikhaïl K.Nazvanov et de célèbre chanteuse de chambre Olga Boutomo-Nazvanova. De 1931 à 1935, il a étudié au studio de Théâtre d'art de Moscou. En avril 1935, à la suite d'une dénonciation d'un collègue, il a été condamné en vertu de l'article 58-10 et jusqu'en 1940, détenu dans le Oukhtpetchlag.
En 1942, Nazvanov a été admis dans la troupe du Théâtre Mossovet; Iouri Zavadski a fait confiance à un jeune acteur les rôles principaux dans de nombreuses pièces, mais en 1950, avec son ami Vassili Vanine il est passé au 
Théâtre Pouchkine de Moscou, où Vanine a été nommé réalisateur en chef,. En 1957, il a été invité à Théâtre d'art de Moscou, mais en 1960, il l'a quitté et est devenu acteur du studio de cinéma Mosfilm.
En 1943, Nazvanov a débuté dans un film de guerre populaire, Attends-moi; le rôle du soldat Andreï Panov lui a valu une notoriété. Mais plus tôt, en voyant Nomanov sur scène, Sergei Eisenstein a offert à un acteur débutant l'un des rôles principaux dans son célèbre film Ivan le Terrible,. Par la suite, Nomanov a collaboré avec tous les cinéastes les plus célèbres de son époque.

## Filmographie sélective

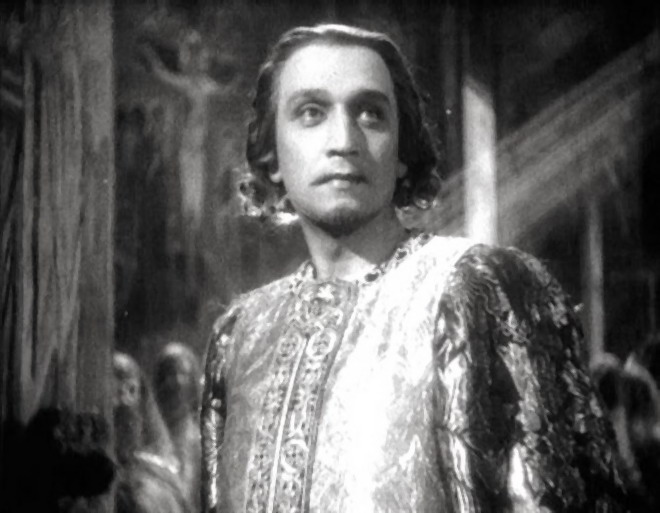
Mikhaïl Nazvanov dans Ivan le Terrible

- 1943 : Attends-moi (Жди меня) de Boris Ivanov, Aleksandr Stolper : Andreï Panov
- 1944 : Ivan le Terrible  (Иван Грозный) de Sergueï Eisenstein : le prince Andreï Mikhalovitch Kourbski
- 1946 : Glinka (Глинка) de Leo Arnchtam : hussard Kostya
- 1947 : La Question russe (Русский вопрос) de Mikhaïl Romm : Guld
- 1949 : Rencontre sur l'Elbe (Встреча на Эльбе)  de Grigori Alexandrov : le major James Hill
- 1949 : La Bataille de Stalingrad (Сталинградская битва) de Vladimir Petrov : colonel-général Ivan Lioudnikov
- 1951 : Belinski (Белинский) de Grigori Kozintsev : Nicolas Ier
- 1951 : Tarass Chevtchenko (Тарас Шевченко) de Igor Savtchenko : Nicolas Ier, le tsar Alexandre II
- 1952 : Le Compositeur Glinka (Композитор Глинка) de Grigori Alexandrov : Nicolas Ier
- 1953 : Les navires attaquent les bastions (Корабли штурмуют бастионы) de Mikhaïl Romm : le tsar Alexandre Ier
- 1954 : Allumette suédoise (Шведская спичка) de Konstantin Youdine : Klyauzov
- 1957 : Garçon gutta-percha (Гуттаперчивый мальчик) de Vlfdimir Guerassimov : Becker
- 1961 : La bataille en transit (Битва в пути) de Vladimir Bassov : Semyon Valgan
- 1962 : Mon petit frère (Мой младший брат)  de Alexandre Zarkhi : professeur Andreï Ivanovitch
- 1962 : Une fleur sur la pierre (Цветок на камне) de Sergueï Paradjanov : Zabroda
- 1964 : Hamlet (Гамлет) de Grigori Kozintsev : Claudius

### Réalisateur
- 1956 : La Locandiera (en russe : Хозяйка гостиницы (фильм, 1956))

## Distinctions
- Artiste émérite de la RSFSR (1949)
- Prix Staline de 1re classe (1948), pour le rôle de  Guld (La Question russe)
- Prix Staline de 2e classe (1949), pour le rôle de Teleguin dans le spectacle Le Ressentiment (Обида), Théâtre Mossovet
- Prix Staline de 1re classe (1950), pour le rôle de James Hill (Rencontre sur l'Elbe)